# Wolfgang Bargmann (Mediziner)

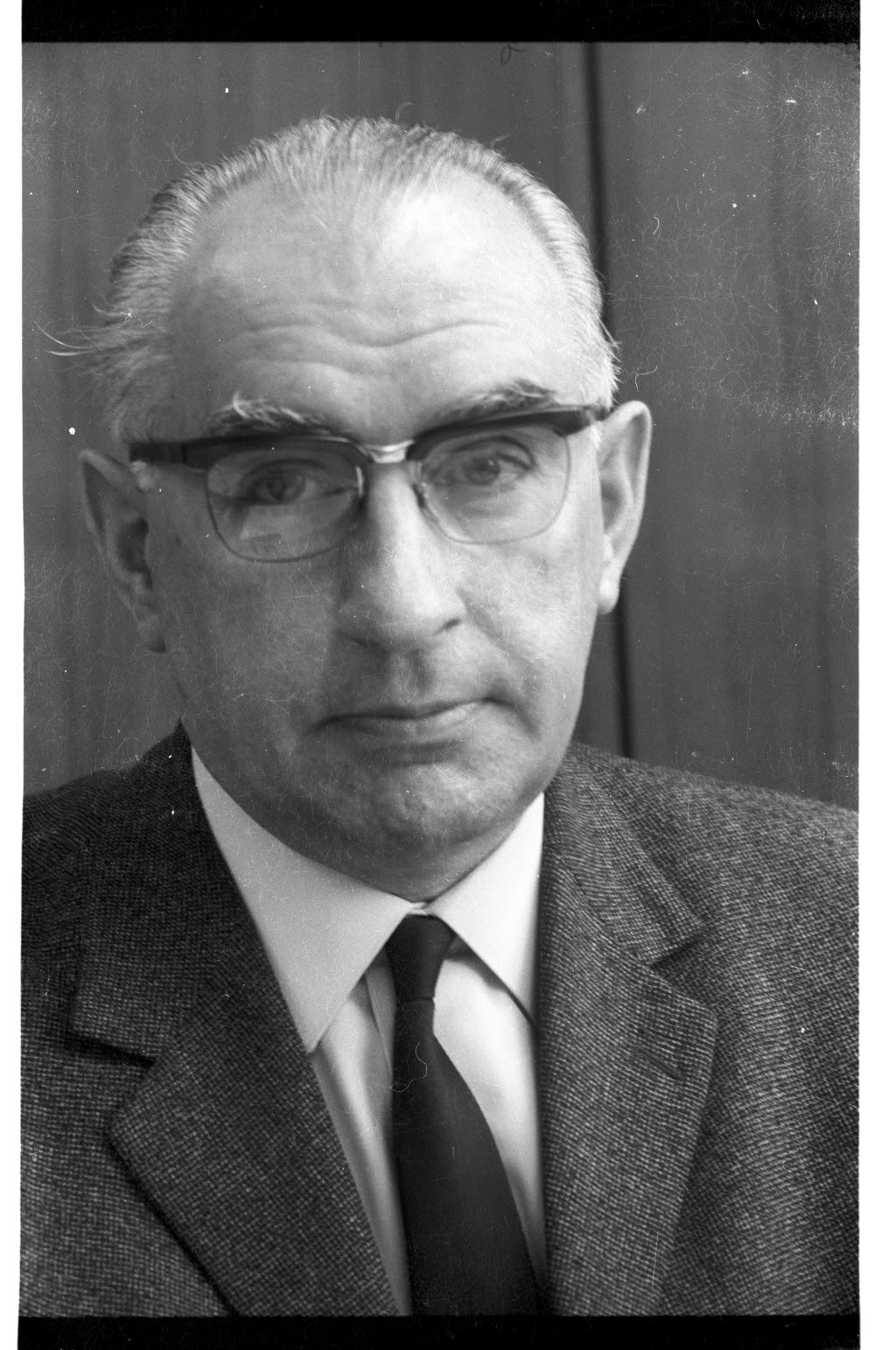
Wolfgang Bargmann (Januar 1966)

Wolfgang Friedrich Wilhelm Bargmann (* 27. Januar 1906 in Nürnberg; † 20. Juni 1978 in Kiel) war ein deutscher Anatom und Wissenschaftspolitiker.

## Wissenschaftliche Laufbahn
Nach Medizinstudium und Promotion wurde Wolfgang Bargmann 1933 Assistent bei Hans Bluntschli am Anatomischen Institut der Universität Frankfurt am Main. Er wechselte 1934 an das Anatomische Institut in Freiburg/Br. zu Wilhelm von Möllendorff, mit dem er 1935 nach Zürich ging. Im gleichen Jahr erfolgte die Habilitation. In dieser Zeit veröffentlichte Bargmann zahlreiche Arbeiten zur Histologie der Niere, des Zahnes und der Lungenalveole sowie einen Beitrag in Möllendorff’s Handbuch der mikroskopischen Anatomie.
1938 übernahm er eine beamtete Prosektur an dem von Max Clara geleiteten Anatomischen Institut der Universität Leipzig. Dort erfolgte 1941 die Ernennung zum außerplanmäßigen Professor. In die Leipziger Zeit fallen neben weiteren Handbuchartikeln zu Möllendorff’s Handbuch der mikroskopischen Anatomie Untersuchungen u. a. zur feineren Struktur der Niere, des Thymus und der Milz sowie erste Arbeiten über die Hypophyse. Bei dieser und einigen späterer Arbeiten hat Bargmann auch Gewebe von Personen verwendet, die im Alter von 17–52 Jahren exekutiert worden waren. 1942 wurde er zum planmäßigen außerordentlichen Professor an das von Robert Heiß geleitete Institut der Universität Königsberg berufen. Es folgten weitere histologische Untersuchungen, die Abfassung einiger Handbuchartikel sowie einige Arbeiten zur Geschichte der Anatomie in Königsberg.
Nach Flucht aus Königsberg und einigen Monaten Aufenthalt in Bayern wurde Bargmann im Herbst 1945 mit der kommissarischen Leitung des Anatomischen Instituts der Universität Göttingen beauftragt. Ende 1946 erfolgte seine Berufung auf das Ordinariat in Kiel und die Ernennung zum Direktor des Anatomischen Instituts, dem er trotz weiterer Rufe an andere Universitäten (Freiburg/Br., München) bis zur Emeritierung im Jahre 1974 treu blieb. Anstelle des durch Bomben zerstörten Kieler Instituts bewerkstelligte er den Umbau einer ehemaligen Torpedofabrik in ein funktionstüchtiges Anatomisches Institut, das bald zu den angesehensten in Deutschland gehörte. Nach seiner Entdeckung der neurosekretorischen Funktion bestimmter Zellen des Hypothalamus folgte ein intensives Studium der neurosekretorischen Verbindungen zwischen Hypothalamus und Hypophyse. Diese Arbeiten fanden international große Anerkennung und machten Bargmann im Ausland bekannt.
Am Kieler Institut wurden neben den Problemen der Neurosekretion auch andere Fragestellungen der mikroskopischen Anatomie und frühzeitig der Elektronenmikroskopie bearbeitet.
So entwickelte sich unter der Führung von Bargmann die „Kieler Schule“, aus der zahlreiche Berufungen an andere Universitäten hervorgingen. Zu ihren Schülern gehört u. a. der langjährige Generalsekretär der Anatomischen Gesellschaft, Wolfgang Kühnel.

## Selbstverwaltung und Hochschulpolitik
Nachdem die Anatomische Gesellschaft 1945 durch Kontrollratsbeschluss aufgelöst worden war, versuchte Bargmann schon 1946 eine erste Zusammenkunft der Anatomen wenigstens aus der Britischen Besatzungszone zu organisieren. 1950 konnte er die 48. Versammlung der inzwischen neu gegründeten Anatomischen Gesellschaft in Kiel ausrichten. Er wurde zwei Mal, 1957 und 1976, zum Vorsitzenden der Anatomischen Gesellschaft gewählt und war 1965 Präsident des VIII Internationalen Anatomenkongresses in Wiesbaden. Bargmann hat sich bis an sein Lebensende intensiv um die Pflege internationaler wissenschaftlicher Verbindungen sowohl nach Westen als auch nach Osten bemüht.
Im Jahre 1949 wurde Bargmann zum Dekan der Medizinischen Fakultät und 1951 zum Rektor der Christian-Albrechts-Universität gewählt. Als Rektor war er maßgeblich an der Gründung des Kultursenats der Stadt Kiel beteiligt. Im Zusammenhang mit dem Wiederaufbau begann er, sich mit den übergreifenden Problemen der Wissenschafts- und Hochschulpolitik zu befassen und beteiligte sich ab 1954 an den Überlegungen des Hofgeismarer Kreises zur Hochschulreform. 1953 folgte die Wahl in den Senat der Deutschen Forschungsgemeinschaft (DFG) und von 1955 bis 1961 eine zweimalige Amtsperiode als einer ihrer drei Vizepräsidenten. 1957 wurde er in den neu gegründeten Wissenschaftsrat berufen und war von 1961 bis 1964 Vorsitzender von dessen wissenschaftlicher Kommission. Für das Akademische Jahr 1965 wurde Bargmann erneut zum Rektor der Universität Kiel gewählt. Er war Mitglied des Gründungsausschusses für die Universität Bremen und wurde 1966 in der Nachfolge von Otto Weber zu deren zweitem Gründungsrektor gewählt. Wegen grundsätzlicher Meinungsverschiedenheiten mit dem Bremer Kultussenator und Senat trat er 1967 von diesem Amt zurück. Von 1967 bis 1972 gehörte er dem Senat der Max-Planck-Gesellschaft (MPG) an.

## Persönliches
Wolfgang Bargmann war seit 1935 mit Charlotte geborene Halbfleisch verheiratet und hatte zwei Töchter.

## Publikationen und Herausgebertätigkeit
Bargmann war nicht nur Verfasser eines in vielen Auflagen erschienenen Lehrbuchs, zahlreicher wissenschaftlicher Arbeiten und Handbuchbeiträge, sondern seit 1945 auch bedeutender Herausgeber (u. a. von Möllendorff’s Handbuch der mikroskopischen Anatomie des Menschen und der Zeitschrift für Zellforschung).
Das Verzeichnis seiner Veröffentlichungen (vollständig bei) umfasst 232 Nummern, von denen hier nur einige wenige genannt werden:
- Histologie und mikroskopische Anatomie des Menschen. Thieme, Stuttgart. Band I, 1948; Band II, 1951 (ab der 2. Auflage 1956 bis zur 7. Auflage 1977 einbändig. 1. spanische Auflage 1961, 2. und 3. spanische Auflage 1964 bzw. 1968).
- Über die neurosekretorische Verknüpfung von Hypothalamus und Neurohypophyse. In: Zeitschrift für Zellforschung. Band 34, 1949, S. 610–634.
- Das Zwischenhirn-Hypophysensystem. Springer, Berlin/Göttingen/Heidelberg 1954.
- Wiederaufbau und Gestaltung der deutschen Universitäten 1945–1955. In: Universitas. Band 10, 1955, S. 649–659.
- Vom Bau und Werden des Organismus. Rowohlt, Hamburg 1957.
- mit Wilhelm Doerr: Das Herz des Menschen. Thieme, Stuttgart 1963.

## Ehrungen
- Mitglied der Königlichen Gesellschaft der Wissenschaften in Uppsala (1953)
- Wahl in die Deutsche Akademie der Naturforscher Leopoldina (1958)
- Mitglied der Norwegischen Akademie der Wissenschaften zu Oslo (1961)
- Korrespondierendes Mitglied der Akademie der Wissenschaften und der Literatur (1963)
- Ehrenmitglied der Association des anatomistes, Paris (1963)
- Mitglied der Finnischen Akademie der Wissenschaften (1965)
- Schleiden-Medaille der Leopoldina (1966)
- Ehrenmitglied der Amerikanischen, Japanischen, Jugoslawischen und Ungarischen Anatomischen Gesellschaft
- Ehrendoktor der Veterinärmedizinischen Fakultät der Justus-Liebig-Universität Gießen (1967)
- Ehrendoktor  der Medizinischen Fakultät der Universität Gent (1970)
- Verdienstorden der Bundesrepublik Deutschland, Großes Bundesverdienstkreuz (1974)
- Auswärtiges Mitglied der Königlich Niederländischen Akademie der Wissenschaften (1976)[8]